# Échauffour
 Échauffour  es una población y comuna francesa, situada en la región de Baja Normandía, departamento de Orne, en el distrito de Argentan y cantón de Le Merlerault.

## Demografía
| 1139 | 1005 | 1005 | 836 | 735 | 764 |
| Para los censos de 1962 a 1999 la población legal corresponde a la población sin duplicidades (Fuente: INSEE [Consultar]) |      |      |     |     |     |